# Víctor Cáceres
Víctor Javier Cáceres Centurión (Asunción, 1985. március 25. –) paraguayi labdarúgó, a brazil Flamengo középpályása, de hátvédként is bevethető.